# 风险投资
风险投资（英語：venture capital，縮寫為VC）簡稱創投，又譯称为風險投資，可以是私募股权形式，由公司或基金提供给被认为具有高增长潜力或已经表现出高增长的早期新創公司（股票尚未公開發行或上市櫃）。风险资本投资可发生在最初的“种子资金”。风险资本家投資是为了通过最终的“退出”事件(出售股權)回收資金，例如公司在首次公开募股（IPO）中向公众出售股票或进行并购（也称为作为公司的“贸易销售”）。风险投资公司或基金投资于这些早期阶段的公司，以换取他们投资公司的股權。风险投资家承担风险，投資高风险的初创公司，希望他们有些公司能够成功。風險投資不僅提供資金支持，也為創業公司帶來關鍵的市場洞察、行業聯繫以及經營策略的指導，這些對於幫助創業公司穩健成長至關重要。這種投資模式對於那些有潛力改變市場或創造新市場的創新型企業尤為重要。
風險投資是一種向創業初期的企業投資並獲得其股份的投資方式。這種投資通常由創投公司來執行，這些公司是由一群具有科技及財務相關知識與經驗的專業人士組成，透過直接投資未上市企業的股權來提供資金。創投公司主要不是為了經營被投資公司，而是通過提供資金和專業知識來協助被投資公司快速成長，獲得更大的利潤並最終達到股票公開發行上市的目的。由於這涉及長期的投資並承擔高風險，因此風險投資被視為一種追求高報酬的事業。除了天使投資、股權眾籌和其他種子融資選擇外，風險投資對於歷史較短、規模較小且無法在公開市場籌集資金，也無法達到獲得銀行資金資格的新公司特別有吸引力。作為交換，承擔高風險投資於小型和早期公司的風險投資家通常會獲得對公司決策的重要控制權，以及公司所有權的相當大部分（及其帶來的價值）。如Uber、Airbnb、Flipkart、美團、小米和滴滴出行等初創公司，都是受到風險投資家高度重視的案例。風險投資家為這些早期公司提供的不僅是資金，他們還經常就公司經營模式和行銷策略向經營層提供建議，從而影響公司的發展方向。

## 历史
除了少數例外，20世紀上半葉的風險投資私募股權主要是富裕個人和家族的領域。Wallenbergs、Vanderbilts、Whitneys、Rockefellers和Warburgs是當時的著名投資者。1938年，勞倫斯·洛克菲勒（Laurance S. Rockefeller）為東方航空公司（Eastern Air Lines）和道格拉斯飛機公司（Douglas Aircraft）的創建提供資金支持，洛克菲勒家族在各種公司中擁有大量資產。Eric M. Warburg於1938年創立了E.M. Warburg＆Co.，最終成為Warburg Pincus，投資於槓桿收購和風險投資。Wallenberg家族於1916年在瑞典創立了Investor AB，並在20世紀上半葉成為ABB、阿特拉斯·科普柯、愛立信等瑞典公司的早期投資者。
喬治·多利奧（Georges Doriot），被譽為“風險資本之父”（也是哈佛商學院前助理院長），於1957年創立了INSEAD研究生商學院。與Ralph Flanders和Karl Compton（麻省理工學院前總裁）一起，Doriot於1946年創立了ARDC，鼓勵私營部門投資於二次世界大戰後返回的士兵經營的企業。ARDC成為第一家從富裕家庭以外的其他來源籌集資金的私募股權投資公司，儘管它也有多項值得注意的投資成功。ARDC最為人所知的投資之一是1968年數字設備公司（DEC）的首次公開募股後，其1957年對DEC的70,000美元投資增值超過3.55億美元（回報超過1200倍，年化收益率101%）。ARDC的前員工繼續創立了多家知名的風險投資公司，包括Greylock Partners（由Charlie Waite和Bill Elfers於1965年創立）和Flagan Ventures的前身－荷蘭風險投資公司（由James Morgan於1982年創立）。ARDC繼續投資，直到1971年Doriot退休。1972年，在投資150多家公司後，Doriot將ARDC與Textron合併。約翰·海伊·惠特尼（John Hay Whitney，1904-1982）和他的合夥人Benno Schmidt（1913-1999）於1946年創立了J.H.惠特尼公司。自1930年代以來，惠特尼一直在進行投資，於1933年創立了先鋒影業，並與他的堂兄康尼利厄斯·范德比爾特·惠特尼一起收購了Technicolor公司15%的股權。佛羅里達食品公司成為惠特尼最著名的投資之一，該公司開發了一種創新方法為美國士兵提供營養，後來被稱為Minute Maid橙汁，並於1960年出售給可口可樂公司。惠特尼公司繼續對杠桿收購交易進行投資，並於2005年為其第六家機構私募股權基金籌集了7.5億美元。
這些早期的風險投資和私募股權活動為當今的風險資本生態系統奠定了基礎，其中包括了對於創新企業的支持，並對全球經濟的發展產生了深遠的影響。從這些家族和個人手中起步的風險投資，不僅為創業公司提供了必要的資金支持，也為他們帶來了業務經營和市場策略方面的專業指導。這些早期的投資行為對於推動技術創新和新興產業的發展起到了關鍵作用，並為後來風險投資領域的擴展和成熟奠定了基礎。
早期的风险投资和硅谷的增长
位于加利福尼亚州门洛帕克的Sand Hill路的高速公路出口，许多湾区风险投资公司都在这里。迈向专业管理风险投资行业的第一步是通过了1958年的小企业投资法案。1958年法案正式允许美国小企业管理局（SBA）授权私营“小企业投资公司”（SBICs）帮助美国小企业的融资和管理。在20世纪50年代，将风险投资协议放在一起可能需要两三个其他组织的帮助才能完成交易。这是一项业务增长非常迅速，随着业务的增长，交易呈指数增长。在20世纪60年代和70年代，风险投资公司将其投资活动主要集中在创业和扩张公司上。这些公司往往利用电子，医疗或数据处理技术方面的突破。因此，风险投资几乎成为技术融资的代名词。早期的西海岸风险投资公司是Draper and Johnson投资公司，由William Henry Draper III和Franklin P. Johnson，Jr。于1962年成立。1965年，Sutter Hill Ventures收购了Draper和Johnson的投资组合作为创始行动。 Bill Draper和Paul Wythes是创始人，Pitch Johnson当时组建了资产管理公司。 
人们普遍注意到，第一家由风险投资支持的初创公司是飞兆半导体公司（Fairchild Semiconductor）（该公司生产出第一个商用实用集成电路），由1959年由Venrock Associates公司资助。Venrock由John D. Rockefeller的六个孩子中的第四个Laurance S. Rockefeller成立于1969年，旨在让其他洛克菲勒儿童接触风险资本投资。 
也是在20世纪60年代，出现了今天仍在使用的普通私募股权基金。私募股权公司组织有限合伙企业以进行投资，其中投资专业人士担任普通合伙人，而投资者则是被动有限合伙人，投资资本。目前仍在使用的薪酬结构也出现在有限合伙人处，支付年度管理费1.0-2.5％，附带權益通常占合伙企业利润的20％。 
风险资本行业的增长得益于Sand Hill Road上的独立投资公司的出现，从1972年的Kleiner Perkins和Sequoia Capital开始。位于加利福尼亚州门洛帕克的Kleiner Perkins，后来的风险投资公司将拥有访问位于Santa Clara Valley的许多半导体公司以及使用其设备，编程和服务公司的早期计算机公司。 
在整个20世纪70年代，一群主要专注于风险资本投资的私募股权公司将成立，这将成为后来杠杆收购和风险资本投资公司的典范。1973年，随着新风险投资公司数量的增加，领先的风险投资家组成了国家风险投资协会（NVCA）。 NVCA将作为风险投资行业的行业贸易集团。风险投资公司在1974年遭遇暂时的低迷，当时股市崩盘，投资者自然对这种新型投资基金持谨慎态度。 
直到1978年，风险资本才迎来了第一个重要的筹款年，因为该行业筹集了大约7.5亿美元。随着1974年“雇员退休收入保障法”（ERISA）的通过，企业养老基金被禁止进行某些风险投资，包括对私营公司的许多投资。1978年，美国劳工部根据“谨慎的人治”放宽了对ERISA的某些限制，因此允许企业养老基金投资于资产类别，并为风险资本家提供主要的资金来源。 
20世纪80年代以後
在1970年代和1980年代初期，風險投資業界取得了一系列成功（例如數字設備公司、蘋果公司、基因泰克），導致風險投資公司的數量大幅增加。從十年初的幾十家增加到十年末的超過650家，每家都在尋找下一個重大的成功案例。這些公司的數量激增，它們管理的資金從30億美元增加到310億美元。
業界的成長受到回報率急劇下降的影響，一些風險投資公司首次出現虧損。除了公司之間的競爭增加之外，還有幾個其他因素影響回報。公開市場的首次公開募股市場在1980年代中期變冷，之後在1987年的股市崩潰後崩潰，而日本和韓國的外國公司大量資本湧入早期企業。
面對這種變化的條件，包括通用電氣和派恩韋伯在內的一些設有內部風險投資部門的公司，不是出售就是關閉了這些風險投資單位。此外，化學銀行和伊利諾伊州大陸銀行等公司的風險投資部門開始將重點從資助早期公司轉向投資更成熟的公司。即使是行業創始人J.H.惠特尼公司和華堡平克斯也開始轉向槓桿收購和成長資本投資。
風險投資熱潮和互聯網泡沫
到1980年代末，與新興的槓桿收購相比，風險投資的回報相對較低，部分原因是對熱門初創公司的競爭、IPO的供應過剩和許多風險投資基金經理的缺乏經驗。風險投資行業的成長在1980年代和1990年代上半期仍然有限，從1983年的30億美元增長到十多年後的1994年的40多億美元。
1990年代初，萬維網的出現重新激勵了風險投資，因為投資者看到擁有巨大潛力的公司正在成立。網景和亞馬遜於1994年成立，雅虎於1995年成立。這些都是由風險投資資助的。
風險投資基金的數量從1991年的大約40家增加到2000年的超過400家，而投入該領域的資金從1991年的15億美元增加到2000年的超過900億美元。
2000年網絡泡沫的破裂導致許多風險投資公司失敗，行業內的財務業績下降。 
私募股權崩潰
2000年3月，科技股為主的納斯達克指數達到5048點的高點，反映了網絡泡沫的頂峰。2000年3月開始的納斯達克崩盤和科技衰退幾乎影響了整個風險投資行業，新創科技公司的估值崩潰。接下來的兩年間，許多風險投資公司被迫對大量投資進行減記，許多基金的投資價值低於投入的資金。風險投資者尋求減少他們對風險投資基金的承諾，並在二手市場上以低於面值的價格出售現有承諾。到2003年中期，風險投資行業規模縮水到2001年的大約一半。盡管如此，普華永道的MoneyTree調查顯示，直到2005年第二季度，整體風險投資投入水平保持在2003年的水平。
儘管後泡沫年代的投資水平只是2000年高峰時期的一小部分，但它們仍然比1980年至1995年的投資水平有所增長。作為GDP百分比，風險投資在1994年為0.058%，在2000年達到高峰的1.087%（幾乎是1994年水平的19倍），在2003和2004年介於0.164%到0.182%之間。2004年至2007年互聯網驅動的環境復甦有助於振興風險投資環境。然而，作為整體私募股權市場的一部分，風險投資仍未達到1990年代中期的水平，更不用說2000年的高峰了。
在2000年（網絡泡沫高峰期）負責大部分募資的風險投資基金，在2006年只籌集了251億美元，較2005年下降了2%，與其高峰期相比顯著下降。這種下降持續到2010年才開始好轉，當年投資了218億美元（而非籌集）。該行業繼續顯示出驚人的增長，在2020年達到800億美元的新資本。

## 特点
創業投資之所以又被稱為風險投資，是因为在风险投资中有很多的不确定性，给投资及其回报带来很大的风险。一般来说，风险投资都是投资于拥有高新技术的初创企业，这些企业的创始人都具有很出色的技术专长，但是在公司管理上缺乏经验。另外一点就是一种新技术能否在短期内转化为实际产品并为市场所接受，这也是不确定的。还有其他的一些不确定因素导致人们普遍认为这种投资具有高风险性，但是不容否认的是风险投资的高回报率。多數的創投基金大多數投資都會以失敗告終，然而只要有一間被投企業成功，就能夠補足其他虧損。
也许最被人们熟悉但却也最不被人理解的一种投资风险是市场风险。在一个高度流通的市场，比如说在世界各地的股票交易市场，股票的价格取决于供求关系。假设对于一个特定的股票或者债券，如果它的需求上升，价格会随之上调，因为每个购买者都愿意为股票付出更多。
风险投资家既是投资者又是经营者。风险投资家一般都有很强的技术背景，同时他们也拥有专业的经营管理知识，这样的知识背景帮助他们能够很好的理解高科技企业的商业模式，并且能够帮助创业者改善企业的经营和管理，並非單純的提供資金，還有產業人脈以及企業決策建議。

## 运作方式
风险投资一般采取风险投资基金的方式运作。风险投资基金在法律结构是采取有限合伙的形式，而风险投资公司则作为普通合伙人管理该基金的投资运作，并获得相应报酬。在美国采取有限合伙制的风险投资基金，可以获得税收上的优惠，政府也通过这种方式鼓励风险投资的发展。

## 投资流程

### 筹资企业递交商业计划书
投资计划书和企划书并没有太大分别，只是应该在计划书中详细说明，企业为何需要资金、解决什么问题、企业发展方向或企业获得资金后的安排，以及回报预期等等。整个企业的规划才是实质，投资人会分析企划书，并得到是否愿意投资的初步结果，所以商业计划书是寻求投资的很重要的一部分。

## 世界著名风险投资企业
美国的红杉资本（Sequoia Capital）可能是最著名的风险投资公司之一。2005年9月，德丰杰全球基金原董事张帆和携程网原总裁兼CFO沈南鹏与Sequoia Capital (红杉资本)一起始创了红杉资本在中国的事业(Sequoia Capital China)。张帆曾是百度、空中网和分众传媒的投资者，沈南鹏则是携程、如家的联合创始人。张帆于2009年因个人原因离开红杉资本中国，并于2018年在美国创建Axone Capital投资生物医学领域。
日本的软银投资公司，在世界上也被认为是成功的风险投资企业，该公司因为从投资美国的雅虎网站中获利颇丰。软银因大手笔在高估值的前提下投资Wework而一度深陷亏损。

## 台灣（中華民國）
1979年，行政院孫運璿院長訂頒「科技發展方案」，正式宣告台灣進入科技立國的經濟發展新階段。建設台灣為「科技島」成為政府與民間企業的共識。同年工研院成立「創新工業技術移轉股份有限公司」，是國內第一家兼具技術移轉與創投服務概念的機構。1982年資策會李國鼎先生爰聘李宗南博士回國主持專案研究，中華民國創業投資事業於1983年由行政院正式頒布規章，並於1984年11月正式成立中華民國第一家創投公司，該公司是由大陸工程與宏碁電腦合資成立的「宏大創業投資公司」。中華民國創業投資事業在政府大力推動並歷經二十多年的經營與發展，共募集新台幣1700多億元投資國內外8000多個科技投資項目，總計扶持國內外300多家科技公司上市、上櫃，也使得中華民國創業投資事業投資活躍程度不斷升高，截至2004年底，營運創業投資公司家數達二百二十九家，委託一百零一個基金管理團隊管理，總實收資本額為新台幣1845億元，僅次於美國排名全球第二。

## 中國大陸（中華人民共和國）
- 1985年，李宗南博士協助中國大陸成立第一家創投「中國新技術創業投資公司」，之後陸續成立中国招商技术有限公司、广州技术创业公司、江苏省高新技术风险投资公司，但最終因其保守作為淪為一般投資公司

- 2005年9月7日颁布《创业投资企业管理暂行办法》，故中國大陸本土VC多稱某創投或某基金、資本。

## 香港
2002年中华股权投资协会成立于香港。